# Piper roqueanum
Piper roqueanum är en pepparväxtart som beskrevs av William Trelease. Piper roqueanum ingår i släktet Piper och familjen pepparväxter. Inga underarter finns listade i Catalogue of Life.